# Thibaudia moricandii
Thibaudia moricandii är en ljungväxtart som beskrevs av Michel Félix Dunal. Thibaudia moricandii ingår i släktet Thibaudia och familjen ljungväxter. Inga underarter finns listade i Catalogue of Life.